# موسى بن عبد الرحمن بن حسن
الشيخ مُوسَى عبد الرحمن حسن (1902 - 27 أبريل 1987) هو رجل أعمال وشيخ قبيلة ومالك أراضي عماني، اشتهر على مستوى منطقة الخليج العربي. ولد في البلدة القديمة بمسقط قي عام 1902، وأكمل دراسته في الإرسالية الأمريكية. قـام بتأسيس شركة في عام 1927 تعمل على تموين الفحم والمواد الغذائية للسفن والبارجات البريطانية في مسقط.

## الخدمات البريدية
يعد الشيخ موسى من المستخدمين الرواد بل المؤسسين لصندوق البريد في سلطنة عمان. حيث كـان العمـانيون في الخـارج يرسلون إليه (وخصيصا من شرق أفريقيا ودول الخليج العربي والهند) رسـائلهم البريدية إلى عنوانه البريدي، ومن ثم يقوم بإيصالها إلى النـاس، لذا كـان عنوانه البريدي لا يحمل طابعا شخصيا بل يشكل وجهـة وعنوانا وطنيا، ومـازالت الشركة تحتفظ بنفس العنوان وهو ص.ب: 4، مسقط.

## القطـاع المصرفي والمالي
وقد قـام الشيخ موسى أيضا بتأسيس خدمـات التحويل المـالي بين الأربعينـات والستينـات من القرن العشرين، وذلك عبر عنوانه البريدي المعروف ص.ب: 4 مسقط، والذي كـان يشكل خدمـة توصيلية ويعمل كقنـاة للتحويلات المـالية والمصرفية للعمـانيين العـاملين والمقيمين في شرق أفريقيا. هذه الخدمة المجانية قدمت للعمانيين المقيمين خـارج السلطنـة لأرسال وأستقبال الحوالات المالية وذلك لقلة الخدمـات المـالية والمصرفية المحترفة في ذلك الوقت، ومن الجدير بالذكر أن هذه الخدمة المجانية قدمت قبل وصول خدمات وتأسيس شركة وسترن يونيون إلى المنطقة.
بالإضافة إلى ذلك، لقد كـان عضوا مؤسسا وعضو مجلس إدارة للبنك البريطـاني للشرق الأوسط، والذي تأسس في عام 1948 في سلطنة عمان، وهذا البنك هو أحد أقدم البنوك ليس على المستوى المحلي فحسب، بل حتى على مستوى المنطقة. وبعدها في منتصف السبعيات، سـاهم في تأسيس بنك عمـان والبحرين والكويت، والذي كـان يعتبر شركة مسـاهمة مع بنك البحرين والكويت (BBK).

## قطاع الأعمال والتجـارة
لقد تم الاعتراف بمسقط في منتصف القرن العشرين كمركز تجـاري مهم، يربط شبه الجزيرة العربية وشرق أفريقيا والسـاحل الهندي وألأجزاء ألأخرى من سلطنـة عمـان ببعضها. ولقد قـام الشيخ موسى بالمتاجرة في أصناف عدة من البضـائع والمنتجـات، بما في ذلك التمور والأسمـاك المجففـة والخشب. وبالإضافة إلى ذلك، دأب على أستضافة التجـار المسـافرين في مكان إقـامته، والذي تحول فيمـا بعد إلى قـاعة تستضيف مختلف المناسبات الاجتمـاعية.
وبسبب اسهامه وعمله في تجـارة الكيروسين، والذي كـان المصدر الرئيسي للطـاقة في ذلك الوقت، فقد تم اختيـار الشيخ موسى من قبل شركة النفط البريطـانية (بي بي) ليكون ممثلا لها في سلطنـة عمـان. حيث كـان يملك عددا واسعا من محطـات الشركة في مسقط وساحل البـاطنة.
كمـا دخل في شراكة مع الشركة البريطانية «جاري ماكينزي»، وشركة دبليو جي تاول عمان وشركاءه. الأمر الذي تمخض عن تأسيس مجموعـة شركـات «جاري مـاكينزي موسى تاول»، والتي أصبحت تشكل فيما بعد الوكـالات العمانية المتحدة، عملت هذه الشركة على توريد إمدادات ولوجستيات لشركـات النفط في سلطنـة عمـان، كمـا انها كـانت تضم قسم للمواد الغذائية ووكـالة للسفريات. الشيخ موسى قـام بتأسيس هذه الشركـة أصلا في عام 1956 قبل أن تدخل في شراكـة مع شركـاء آخرين.
موسى للمفروشـات والتي كـانت تشكل إحدى الأذرع في هذه المؤسسة، والتي استطـاعت وبنجاح في سبعينات القرن الماضي، العمل على تأثيث عدد من الوزارات والمؤسسات الحكومية.
كـان الشيخ موسى يمثل في سبعينات القرن الماضي عددا من المنتجـات والماركات في السوق العماني، مثل كاميرات كانون وسـاعات «اتيرنـا ماتيك» السويسرية، حتى تم بيع هذه الوكالات إلى تجـار آخرين في الثمـانينات.

## القطاع الزراعي وقطاع الري
قام الشيخ موسى بالمسـاهمة مع شركة «كوستين» من المملكة المتحدة، بتشييد مشروع توريد الميـاه في كل من مسقط ومطرح. كمـا أنـه كـان يمثل موزعا لعددا من الشركـات من المملكة المتحدة والتي تعمل في مجال مضخـات الميـاه ومولدات الديزل، والتي كـان لها الأثر الكبير في ازدهار القطـاع الزراعي بشكل مطرد في السلطنة. ولقد تم توزيعها وتوريدها إلى عدة منـاطق في سلطنة عمان والإمـارات العربية المتحدة.
وقد أعلنت جريدة الخليج اليومية في إصدارها في السابع عشر من فبراير من عـام 2012، اسهـامه الكبير في القطـاع الزراعي بالإمـارات العربية المتحدة، مع الشيخ زايد بن سلطان آل نهيان (مؤسس دولة الإمارات العربية المتحدة) وبالذات مشروع ري الدقداقة بإمارة رأس الخيمة.

## الكهربـاء
كـان الشيخ موسى موردا لوقود الكيروسين، والذي كـان يشكل مصدرا رئيسيا للطـاقة في ذلك الوقت، كمـا أنـه كـان موزعا لمولدات الديزل، وهمـا عنصران أساسيان لإمداد البلاد إلى حاجتها من الطاقة والكهربـاء. وقد أسس أول شركة كهربـاء في مطرح بسلطنـة عمـان، مع شريكين آخرين وذلك لتغطية الطلب المتزايد للطاقة في السلطنـة حينذاك.

## في مجـال التشييد والبناء والتطوير العقـاري
عملت «مؤسسة موسى عبد الرحمن» في قطاع التشييد والبناء وذلك إثر دخولها في شراكة مع شركة المقـاولات البريطـانية المسمـاة ب«كوستين»، والتي أسهمت في بنـاء بنـاية مكتب بريد عمـان في مسقط، بالإضـافة إلى التوسعة التي تمت في بيت الفلج بمنطقة روي في محـافظة مسقط ومعسكر الدفـاع ببيت الفلج وبدبد. كما أنه شارك مع عددا من رجال الأعمال العمانيين الرواد أمثال قيس الزواوي وكلا من سهيل بهوان ومحسن حيدر درويش، وذلك في تأسيس شركة «القرم للمقاولات»، وقد كانت حينها إحدى أكبر شركـات المقاولات المحلية في السلطنـة.
لقد كـانت «مؤسسة موسى» من المؤسسات الرائدة في أستثمـارها لمشروع مدينـة السلطـان قـابوس. وهي اليوم تعمل على أمتلاك وتطوير مشـاريع تجـارية وعقـارية متعددة في سلطنـة عمـان وفي الإمـارات العربية المتحدة ولبنـان والمملكة المتحدة وكندا وعدد من الدول الأخرى.

## السيارات
عمل الشيخ موسى في مجال تجـارة السيـارات منذ عـام 1950، حيث نجح في اكتساب وكالة «هولدن»، الأمر الذي يجعله أحد أقدم الموردين في هذا المجـال، ليس فقط على مستوى السلطنـة ولكن حتى على صعيد المنطقة بأكملها. كمـا أصبح فيمـا بعد وكيلا لشـاحنـات «بدفورد» والتي كـانت تورد مركباتها إلى الجيش العمـاني. توسع قسم السيـارات في الستينـات من القرن الماضي، حيث أصبح يمثل «فوكسهـول» وإطارات «سوبر إنديـا»، وفي السبعينـات والثمـانينـات من نفس القرن أصبح موزعـا رسميا لسيارات "GM" الأمريكية والمتمثلة بماركات «بونتياك» و«جي إم سي»، و«كاواساكي» و«سوزوكي» اليابانيتين، و«أوبل» الألمانية، وكذلك «فوتون» و«مـانترا» حاملة الجند النمساوية. وفي نفس الوقت تـابع القسم العسكري تطوره، حيث أصبح يقوم بتوريد مركبـات مصنعـا خصيصا للجيش السلطـاني العمـاني.

## أدوار حكومية
لعب الشيخ موسى عبد الرحمن دوراً رئيسيا في تأسيس المجلس البلدي الأول في سلطنة عمان في خمسينات القرن الماضي.
وأضـف إلى ذلك، فعند تأسيس «مجلس النقد العمـاني» في عـام 1972 بموجب مرسوم سلطـاني، أصبح الشيخ موسى عبد الرحمن نـائب رئيس مجلس الإدارة وأمين سر المال للمجلس.
ولقد اصدر السلطان قابوس بن سعيد، سلطان عمان، مرسومـا سلطـانياً في 21 من مايو من عـام 1972 يقتضي تأسيس لجنة حل المنازاعات التجـارية، والتي تشكلت من الشيخ موسى، وقيس الزواوي، ومحمد الزبير، ومحسن حيدر درويش، وعلي بن داود الرئيسي، والحـاج جعفر عبد الرحيم، والحاج علي سلطـان.
كمـا تم اختيـاره في سبعينات القرن الماضي ضمن اللجنـة المؤسسة لغرفة تجـارة وصنـاعة سلطنـة عمان.
وقد منح السلطان قـابوس بن سعيد، سلطان عمان، في عـام 1983، وسام عمان المدني الشيخ موسى بن عبد الرحمن بن حسن، تقديراً على جهوده وأسهـاماته الأجتمـاعية والأقتصـادية والسياسية لعمان وللمجتمـعات المدنية العمـانية.
توفي الشيخ موسى ودفن في مسقط رأسه في مدينـة مسقط القديمة في 21 من أبريل من عـام 1987، مخلفا ورائه إرثا عظيمـا من الإنجـازات والخدمـات لبلاده ومجتمعـه، وتستمر مسيرته في ظل وجود ابنيه (عبد الله وعلي) وهمـا ممثلا الأسرة والقائمين على مصـالحها في مختلف المجالات التجارية والاجتماعية والحكومية.